# Tadeusz Hiż
Tadeusz Leon Hiż (ur. 27 kwietnia 1883 w Warszawie, zm. 31 grudnia 1945 w Krakowie) – polski poeta, publicysta i tłumacz, postać cyganerii warszawskiej. Publikował w organach sanacyjnych: Głosie Prawdy i Gazecie Polskiej.

## Życiorys
Był synem Józefa Tomasza Hiża (1848−1922) i Leontyny Kucz (1850−1920); wnukiem Karola Kucza (od strony matki) oraz Józefa Hiża; prawnukiem Jana Augusta Hiża (od strony ojca); bratankiem Tadeusza Hiża, współwłaściciela firmy wydawniczej „Turkułł i Hiż” w Warszawie.
Urodził się w 1883 roku w Warszawie. „Tradycje rodzinne, a zwłaszcza wzory dziadka [Karola Kucza]” miały wywrzeć na niego duży wpływ. Jako kilkuletni chłopiec wyjechał z rodzicami do Petersburga, gdzie jego ojciec zajmował wysokie stanowisko w rosyjskim syndykacie „Prodameta” (Prodaza metalov). Tam Tadeusz Hiż ukończył gimnazjum. Następnie w 1902 roku wstąpił na Wydział Prawny Uniwersytetu Petersburskiego. Brał udział w życiu polskiej młodzieży, był członkiem zarządu i gospodarzem polskiej kuchni studenckiej w Petersburgu. Został aresztowany za zorganizowanie wiecu w 1907 roku.
Pod koniec studiów, by złożyć egzamin państwowy, przeniósł się do Moskwy. Pozostał tam przez dwa lata. Zaprzyjaźnił się wówczas z Tadeuszem Micińskim, Zdzisławem Lechnickim i Remigiuszem Kwiatkowskim, z którym założył pismo literackie Wzlot, a później Głos Polski. Nie złożywszy egzaminu, powrócił do rodziców do Petersburga. Tam rozpoczął pracę w Dzienniku Petersburskim, za redakcji Stefana Grosterna. Jednocześnie publikował w Kraju, za redakcji Bohdana Kutyłowskiego. Pisywał głównie felietony i recenzje literackie.
W 1920 roku powrócił wraz z rodzicami do Warszawy. Podjął pracę w referacie prasowym Ministerstwa Przemysłu i Handlu jako radca prawny. Wkrótce potem powrócił do działalności dziennikarskiej. Dzięki znajomościom petersburskim rozpoczął pracę w Kurierze Porannym. W maju 1926 roku przeszedł do sanacyjnego Głosu Prawdy, prowadzonego przez Wojciecha Stpiczyńskiego.
Od 1929 roku publikował felietony, recenzje literackie i sprawozdania sądowe w sanacyjnej Gazecie Polskiej, redagowanej przez Adama Koca. Prowadził tam stałą rubrykę Niedole i smutki. W tym czasie „stał się popularną postacią wśród (...) cyganerii warszawskiej”, „też ze względu na swój charakterystyczny strój”. Przebywał w gronie poetów, intelektualistów, muzyków i malarzy, do którego należeli Kazimierz Tetmajer, Bolesław Leśmian, Julian Tuwim, Kazimierz Wierzyński, Emil Zegadłowicz i Franciszek Fiszer.
Przełożył na język polski z języka angielskiego książkę 16 zasad człowieka interesu kanadyjskiego dziennikarza Herberta Newtona Cassona (1923), oraz z języka francuskiego powieść Walka o ogień J.-H. Rosny (wraz z Ignacym Mrozowskim, 1929).
Ostatnie wiersze napisał w czasie powstania warszawskiego. Dwa z nich, Bezimienni i Barykada znalazły się w Antologii polskiej poezji podziemnej Jana Szczawieja (1957). Po powstaniu Tadeusz Hiż osiadł w Krakowie. Tam zmarł 31 grudnia 1945. Został pochowany na cmentarzu Rakowickim 3 stycznia 1946.
W 1915 roku ożenił się z Emilią z domu Elżanowską, wówczas studentką Politechniki Petersburskiej. Mieli dwóch synów: Stanisława (1915−1999) i Henryka (1917−2006).

## Publikacje (wybór)
- Wybór wierszy, Warszawa 1908
- Sen o skrzydłach. Wiersze i sceny, Petersburg 1914
- Kościuszko, Piotrogród 1917
- Hejnał, tom poetycki, Warszawa 1934
- Talent, dziwactwo i coś jeszcze, szkice, Warszawa 1937